# Bantulanteh
Bantulanteh is een bestuurslaag in het regentschap Sumbawa van de provincie West-Nusa Tenggara, Indonesië. Bantulanteh telt 1860 inwoners (volkstelling 2010).